# Fred Popovici
Fred Popovici (* 27. Juli 1948 in Brăila) ist ein rumänischer Komponist.

## Leben und Wirken
Popovici studierte bis 1972 an der Musikakademie von Bukarest und war Kompositionsschüler von Ștefan Niculescu und Aurel Stroe. 1978, 1980 und 1982 besuchte er die Darmstädter Ferienkurse, wo er u. a. bei Cristóbal Halffter, Helmut Lachenmann und Brian Ferneyhough studierte. 1990, 1993 und 1996 arbeitete er am IRCAM in Paris.
Von 1973 bis 1985 unterrichtete Popovici Musiktheorie und Kontrapunkt am Musiklyzeum "George Enescu" in Bukarest. 1990–91 war er Kompositionsprofessor an der Musikakademie von Iași. Er wirkte als Koordinator des Internationalen George-Enescu-Festivals, war Begründer der internationalen Kurse für Computermusik am Centrul European de Cultura in Sinaia und Mitglied der Forschungsgruppe Musik und Mathematik der Rumänischen Akademie.
1995, 1996 und 2001 war er Juror des Valentino-Bucchi-Wettbewerbes in Rom. Er gab Vorlesungen an der Technischen Universität in Berlin (1993) und der Universität London (1997 und 1998). Außerdem schrieb er als Musikkritiker und Musikwissenschaftler Artikel und Abhandlungen für Zeitschriften und Zeitungen in Rumänien, Deutschland (Neue Zeitschrift für Musik) und Österreich (Der Standard). Über die nach Kanada ausgewanderte rumänische Komponistin Maya Badian (* 1945) verfasste er die Monographie „Maya Badian. Her Life and Her Music, A Privilege to Soar“, die 2003 bei der Editura Muzicală in Bukarest erschien.

## Werke
- Sinfonietta, 1972–73
- Sequencies für elf Streichinstrumente, 1974
- Melos I, II, III für Violine, Streichquartett, Orchester, 1977–79
- Heterosynthesis für Kammerensemble und Bläserensemble, 1979
- Klarinettenkonzert, 1980–82
- Introduction to the Anatomy of Sound I-IV für Kontrabass, Kammerensemble, Streichensemble mit oder ohne Live-Elektronik, 1981–83
- D'al un Concerto grosso für Solo-Blasinstrument, fünf Solisten, Orchester und elektronische Musik, 1986–89
- ...G..., Oper, 1986–88
- Itineraires a l'Interieur du Son I, II für Kammerensemble, 1990–93
- Triangolo, Aperto für drei Orchestergruppen, drei Solisten und elektronische Musik, 1999

| Personendaten    | Personendaten         |
| ---------------- | --------------------- |
| NAME             | Popovici, Fred        |
| KURZBESCHREIBUNG | rumänischer Komponist |
| GEBURTSDATUM     | 27. Juli 1948         |
| GEBURTSORT       | Brăila                |